# Dordżchandyn Chüderbulag
Dordżchandyn Chüderbulag (mong. Доржхандын Хүдэрбулга ;ur. 7 maja 1992) – mongolski zapaśnik w stylu wolnym. Olimpijczyk z Rio de Janeiro 2016, gdzie zajął szesnaste miejsce kategorii 97 kg.
Ósmy na mistrzostwach świata w 2014. Brązowy medalista igrzyskach azjatyckich w 2014. Zdobył siedem medali na mistrzostwach Azji pomiędzy 2012 i 2021 rokiem. Trzeci na uniwersjadzie w 2013. Wicemistrz igrzysk wojskowych w 2015. Piąty w Pucharze Świata w 2014; szósty w 2015, 2016 i 2019. Drugi na wojskowych MŚ w 2015 roku.